# Запорожское (Крым)
Запоро́жское (до 1948 года Чая́н; укр. Запорізьке, крымскотат. Çayan, Чаян) — исчезнувшее село в Сакском районе Республики Крым (согласно административно-территориальному делению Украины — Автономной Республики Крым), располагавшееся на северо-западе района, в степной части Крыма, примерно в 2 километрах восточнее современного села Наташино.

## История
Первое документальное упоминание села встречается в Камеральном Описании Крыма… 1784 года, судя по которому, в последний период Крымского ханства Тжиян входил в Байнакский кадылык Козловского каймаканства. Видимо, во время присоединения Крыма к России население деревни выехало в Турцию, поскольку в ревизских документах конца XVIII — первой половины XIX веков оно не упоминается. После создания 8 (20) октября 1802 года Таврической губернии, Чаян территориально находился в составе Кудайгульской волости Евпаторийского уезда.
Военные топографы, в свою очередь, отмечали брошенное поселение на картах: в 1817 года деревня Чаян обозначена пустующей, а уже на карте 1836 года отмечен хутор Чаян; на карте 1842 года хутор обозначен условным знаком «малая деревня» (это значит, что в ней насчитывалось менее 5 дворов). По обследованиям профессора А. Н. Козловского 1867 года, вода в колодцах деревни Чаян была пресная, а их глубина достигала 30—40 саженей (64—85 м). На трёхверстовой карте Шуберта 1865—1876 года на хуторе Чаян обозначено уже 6 дворов.
Вновь в официальных документах селение встречается в «…Памятной книжке Таврической губернии на 1900 год», согласно которой в усадьбе Чаян Донузлавской волости числилось 6 жителей в 1 домохозяйстве. По Статистическому справочнику Таврической губернии. Ч.II-я. Статистический очерк, выпуск пятый Евпаторийский уезд, 1915 год, в деревне Чаян Донузлавской волости Евпаторийского уезда числилось 16 дворов (12 дворов с землёй, 4 — безземельные) с немецкими жителями в количестве 71 человек приписного населения и 17 — «постороннего», из которых 56 мужчин и 32 женщины. Жители владели 280 десятинами удобной земли. В хозяйствах имелось 36 лошадей, 10 волов, 18 коров и 73 головы мелкого скота.
После установления в Крыму Советской власти, по постановлению Крымревкома от 8 января 1921 года № 206 «Об изменении административных границ» была упразднена волостная система и село вошло в состав Евпаторийского района Евпаторийского уезда, а в 1922 году уезды получили название округов. 11 октября 1923 года, согласно постановлению ВЦИК, в административное деление Крымской АССР были внесены изменения, в результате которых округа были отменены и произошло укрупнение районов — территорию округа включили в Евпаторийский район. Согласно Списку населённых пунктов Крымской АССР по Всесоюзной переписи 17 декабря 1926 года, в селе Чаян, Отешского сельсовета Евпаторийского района, числилось 30 дворов, все крестьянские, население составляло 130 человек, из них 70 русских, 47 немцев, 12 эстонцев, 1 записан в графе «прочие». Вскоре после начала Великой Отечественной войны, 18 августа 1941 года крымские немцы были выселены, сначала в Ставропольский край, а затем в Сибирь и северный Казахстан.
С 25 июня 1946 года в составе Крымской области РСФСР. Указом Президиума Верховного Совета РСФСР от 18 мая 1948 года, село Чаян переименовали в Запорожское. 26 апреля 1954 года Крымская область была передана из состава РСФСР в состав УССР. Время включения в состав Наташинского сельсовета пока не установлено: на 15 июня 1960 года село уже числилось в его составе. 11 февраля 1963 года Евпаторийский район был упразднён, а село включили в состав Сакского района. Ликвидировано в период между 1968 годом, когда Запорожское ещё было записано в составе Добрушинского сельсовета, и 1977 годом, когда оно уже значилось в списках упразднённых.